# NGC 7768
NGC 7768 este o brightest cluster galaxy⁠(d) situată în constelația Pegas. A fost descoperită în 5 septembrie 1828 de către John Herschel. Se află la o distanță de 120,23 de megaparseci de Pământ.